# Elecciones estatales de Michoacán de 1986
Las elecciones estatales de Michoacán de 1986 se realizaron el domingo 6 de julio de 1986 y en ellas se renovaron los siguientes cargos de elección popular del estado mexicano de Michoacán:
- Gobernador de Michoacán. Titular del Poder Ejecutivo del estado, electo para un periodo de seis años, sin derecho a reelección.
- 24 diputados del Congreso del Estado. Dieciocho diputados electos por mayoría relativa y seis designados mediante representación proporcional para integrar la LXIV Legislatura.
- 113 ayuntamientos. Integrados por un presidente municipal y un grupo de regidores, electos para un periodo de tres años no reelegibles para el periodo inmediato.

## Resultados

### Congreso estatal
|  | 82.00 % |

|  | 9.25 % |

|  | 2.58 % |

|  | 1.61 % |

|  | 1.24 % |

|  | 0.68 % |

|  | 0.63 % |

|  | 0.21 % |

|  | 0.09 % |

|  | 1.66 % |

|  | 100 % |

### Ayuntamientos
|  | 77.55 % |

|  | 8.04 % |

|  | 3.43 % |

|  | 1.15 % |

|  | 0.97 % |

|  | 0.51 % |

|  | 0.53 % |

|  | 0.43 % |

|  | 0.00 % |

|  | 92.64 % |

|  | 7.56 % |